# Фермана
Ферма́на (англ. Fermanagh, ирл. Fear Manach) — историческое графство на северо-западе Ирландии. Входит в состав провинции Ольстер на территории Северной Ирландии. Административный центр и крупнейший город — Эннискиллен. Население — 61 170 человек (6-е место среди графств Северной Ирландии; данные 2011 г.).

## География
Площадь территории — 1691 км² (5-е место).

## Достопримечательности
- Замок Эннискиллен
- Замок Мони
- Замок Кром